# Ivan Padovec

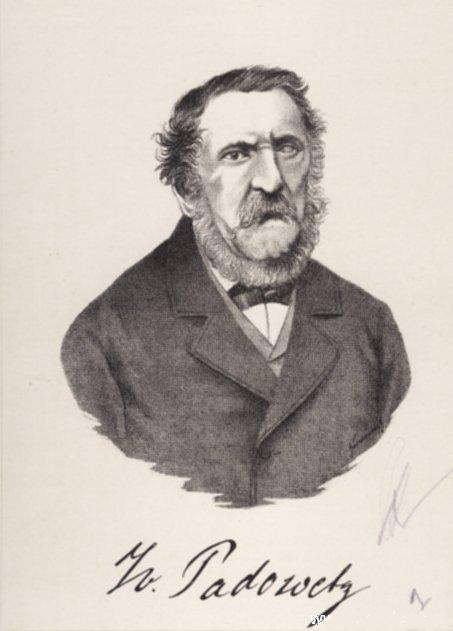
Ivan Padovec (Zeichnung von 1898)

Ivan Padovec (auch Johann Padowetz; *  17. Juli 1800 in Varaždin; † 4. November 1873 ebenda) war ein kroatischer Gitarrist und Komponist.

## Leben
Padovec lebte ab 1829 in Wien. Wien war, neben Paris, ein Zentrum der früh-romantischen Gitarrenszene mit Gitarristen wie Mauro Giuliani, Anton Diabelli und Wenzel Matiegka und renommierten Musikverlagen, die auch internationale Gitarrenliteratur herausgaben. Hackl zählt Padovec „zu den wichtigsten Komponisten der Gitarre für die Gitarre am Ende ihrer Blütezeit im 19. Jahrhundert.“

## Werke (Auswahl)

### Orchester
- Introduktion und Variationen über ein Thema aus der Oper Il crociato in Egitto für Gitarre und Orchester

#### Concerti
- Guitarre-Concert mit Quartett-Begleitung (Erstaufführung 1841 in Zagreb)
- Gitarrenkonzert No. 2 (nur in Fragmenten erhalten)
- Concertino in C-Dur und in F-Dur für Terzgitarre und Streicher
- Concertino Nr. 2 in F-Dur für Terzgitarre und Streichquartett (2008 revidiert von Stefan Hackl)

### Gitarre
- Variationen über ein beliebtes Thema, Op. 1
- Variationen über Franz Schuberts Lieblingswalzer, Op. 4
- Unterhaltungen Heft 1&2, Op. 6
- Introduktion und Variationen über ein ungarisches Volkslied, Op. 9
- Introduktion und Variationen über die beliebte Cavatine (L'amo ah l'amo e m'e piu cara) aus der Oper "I Capuleti e i Montecchi", Op. 13
- Introduktion und Variationen über die Tirolienne: "Jäger oder Hirt" etc. aus der Oper "La fiancée", Op. 14
- Variationen über ein Thema aus der Oper Norma, Op. 16
- Fantasie über Motive aus der Oper I Capuleti e i Montecchi, Op. 17
- Fantasie über Motive aus der Oper Robert le diable, Op. 21
- Fantasie über Motive aus der Oper La straniera, Op. 22
- Fantasie über Motive aus der Oper Anna Bolena, Op. 23
- Fantasie über Motive aus der Oper La sonnambula, Op. 24
- Introduktion und Variationen aus der Oper I Capuleti e i Montecchi, Op. 26
- Fantasie über beliebte Motive aus der Oper I puritani, Op. 51
- Introduktion und Variationen über ein Thema aus der Oper La sonnambula, Op. 52
- Zusammenstellung des Schönsten und Anmuthigsten aus den neuesten Opern und andern Werken, Op. 53
- Introduktion und Variationen über ein Thema aus der Oper Lucrezia Borgia, Op. 62
- mehrere Polonaisen für zwei Gitarren

### Lieder
- Die Sehnsucht, Op. 57 von Alexander Patuzzi, für Singstimme und Klavier oder Gitarre
- Gedenke Mein, Op. 58 (Ludwig Bechstein), für Singstimme und Klavier oder Gitarre
- Lebensbild, Op. 59 (Ernst von Feuchtersleben), für Singstimme und Klavier oder Gitarre
- Die Einsame, Op. 60 (Ludwig August Frankl von Hochwart), für Singstimme und Gitarre